# Medicina hiperbárica

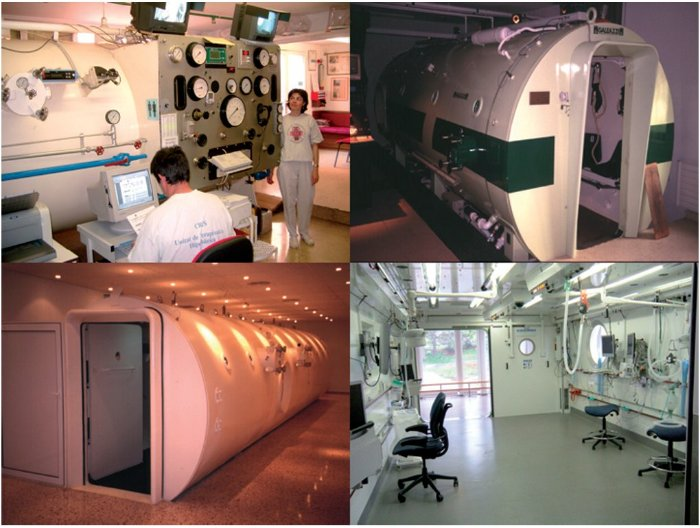
Cámaras hiperbáricas.

La medicina hiperbárica, también conocida como oxigenoterapia hiperbárica (OHB), es el uso médico del oxígeno puro al 100%  en una cámara presurizada, también llamada cámara hiperbárica, a presiones de 1,5 a 3,0 ATA (atmósferas absolutas), según lo especificado por la UHMS (Undersea and Hyperbaric Medical Society), principal referente mundial en medicina hiperbárica.

## Bases de la terapia
Cuando respiramos oxígeno puro a una presión por encima de la atmosférica se consigue, según la ley de Henry, un incremento importante del oxígeno disuelto en el plasma. Cuando respiramos aire, la presión parcial de oxígeno (PpO2) en sangre arterial es de unos 90 mm de Hg. Durante el tratamiento en cámara hiperbárica, esta PPO2 puede llegar a ser de hasta 2000 - 2400 mm de Hg a 3 ATA. Con este aumento importante del transporte de oxígeno, aquellas áreas del organismo que estén en hipoxia (falta de oxígeno) y que no pueden ser corregidas de otra manera, se benefician de este oxígeno y pueden recuperar los mecanismos fisiológicos deprimidos por la situación de hipoxia.

## Indicaciones
Entre las indicaciones de la oxigenoterapia hiperbárica se encuentran:
- Aeroembolismo o embolia gaseosa[5][6]
- Intoxicación por monóxido de carbono[7][8]
- Intoxicación por monóxido de carbono complicado por envenenamiento por cianuro[9][10][11]
- miositis clostridial y mionecrosis[12] (Gangrena gaseosa)[13][14]
- Infección de pared y otras isquemias agudas traumáticas[15][16]
- Enfermedad descompresiva[17][18][19]
- pie diabético con problemas de cicatrización,[20][21][22]retinopatía diabética,[23][24] nefropatía diabética[25]
- Pérdida excepcional de sangre que no pueda ser resuelta con transfusión[26][27] (Anemia)
- Abscesos intracraneales[28][29]
- Infecciones necrotizantes de tejidos blandos[30] (fascitis necrotizante)[31]
- Osteomielitis crónica refractaria[32][33][34] (refractarias)
- Lesiones postrádicas tanto de tejidos blandos como óseos (osteorradionecrosis de mandíbula, enteritis rádica, proctitis rádica y la temida cistitis rádica)[35] (tejido blando y osteonecrosis)[36][37]
- Injertos de difícil viabilidad y Flaps[38][39] (comprometido)
- Quemadura térmica[40][41]

- Abscesos epidurales[42]
- Ciertas clases de pérdida de audición[43]
- Cistitis hemorrágica inducida por radiación[44]
- Enfermedad inflamatoria intestinal[45][46]

En España existe, desde 1988, un Comité Coordinador de Centros de Medicina Hiperbárica.
En EE. UU., la OHB está reconocida por los Seguros Médicos Medicare como un tratamiento reembolsable sin discusión para las 14 "condiciones aprobadas" por la UHMS. Los médicos estadounidenses pueden prescribir OHB para accidente cerebrovascular y migrañas.

## Cámaras hiperbáricas

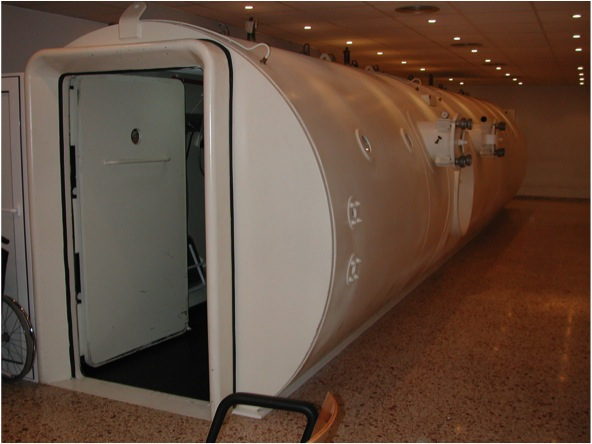
Cámara Hiperbárica Multiplaza.

La oxigenoterapia hiperbárica es una modalidad de la oxigenoterapia en la que se utiliza una cámara hiperbárica en donde se crea una presión por encima de la atmosférica, de al menos 1,5 ATA (atmósferas).

## Descripción
La cámara hiperbárica es un habitáculo (contenedor) preparado para soportar  elevadas presiones en su interior, pues los tratamientos suelen realizarse entre 2 y 3 ATA (Atmósferas Absolutas), aunque en alguna tabla excepcional de tratamiento para la enfermedad descompresiva se puede llegar a 6 ATA.
Las cámaras hiperbáricas pueden clasificarse en monoplazas y multiplazas. Existen importantes diferencias tanto de manejo, metodología como de los tipos de tratamientos que se pueden aplicar en cada una de ellas. Generalmente, las multiplazas son las más apropiadas desde todos los puntos de vista, pues además de poder comprimirse con aire, permiten que los médicos y demás personal sanitario puedan acompañar a los pacientes y poder suministrar los cuidados necesarios (incluso los de terapia intensiva), de acuerdo a las necesidades de hospitales o centros especializados para dar estas terapias es el diseño de las cámaras.

## Otras aplicaciones
Existen testimonios científicos de la influencia positiva del oxígeno hiperbárico en relación con los procesos de reparación de los tejidos lesionados, con especial referencia al tejido óseo y al cutáneo, especialmente después de quemaduras o trasplantes. En otras formas clínicas, la oxigenoterapia hiperbárica puede conducir a la curación al reactivar procesos metabólicos deficitarios.
Asociado a otros tratamientos, la oxigenoterapia hiperbárica representa una ayuda valiosísima en las siguientes condiciones:
- Insuficiencia arterial periférica en pacientes no revascularizables.
- Tratamientos pre y postoperatorios en tejidos irradiados cirugía ortopédica.
- Tratamientos pre y postoperatorios en cirugía vascular.
- Sordera súbita.
- Oclusión de la arteria central de la retina.
- Encefalopatias postanóxicas, parálisis cerebral.

## Consideraciones especiales
Los médicos que se dedican a esta técnica están en posesión de Títulos de Especialistas Universitarios y/o máster en Medicina Subacuática e Hiperbárica con entrenamiento en Cuidados Intensivos y Reanimación. Con las adaptaciones específicas, prácticamente se puede aplicar en el interior de la cámara hiperbárica los mismos cuidados que se aplicarían en una Unidad de Cuidados Intensivos. Generalmente, el Servicio de Medicina Hiperbárica está asociado en el Hospital a los servicios de Cuidados Intensivos, Anestesia y Reanimación.
- Los equipos de sacos inflables, mal llamados cámaras hiperbáricas, o definidos en inglés como Soft Chambers, alcanzan un nivel de saturación de O2 en el organismo de solo 26% contra un 230% de cámaras hiperbáricas rígidas a 2,3 ATA. Además, según normas de Estados Unidos aceptadas internacionalmente, como la National Fire Protection Agency (NFPA) 99-11, o la American Society of Mechanical Engineers, Pressure Vessels for Human Occupancy (ASME PVHO-1), los sacos inflables o cámaras flexibles individuales no cumplen con las mismas, al no tener elementos de seguridad mínimos para equipos sometidos a alta presión y atmósferas inflamables, pudiendo producir accidentes y perjuicios para pacientes y personal afectado.[54]

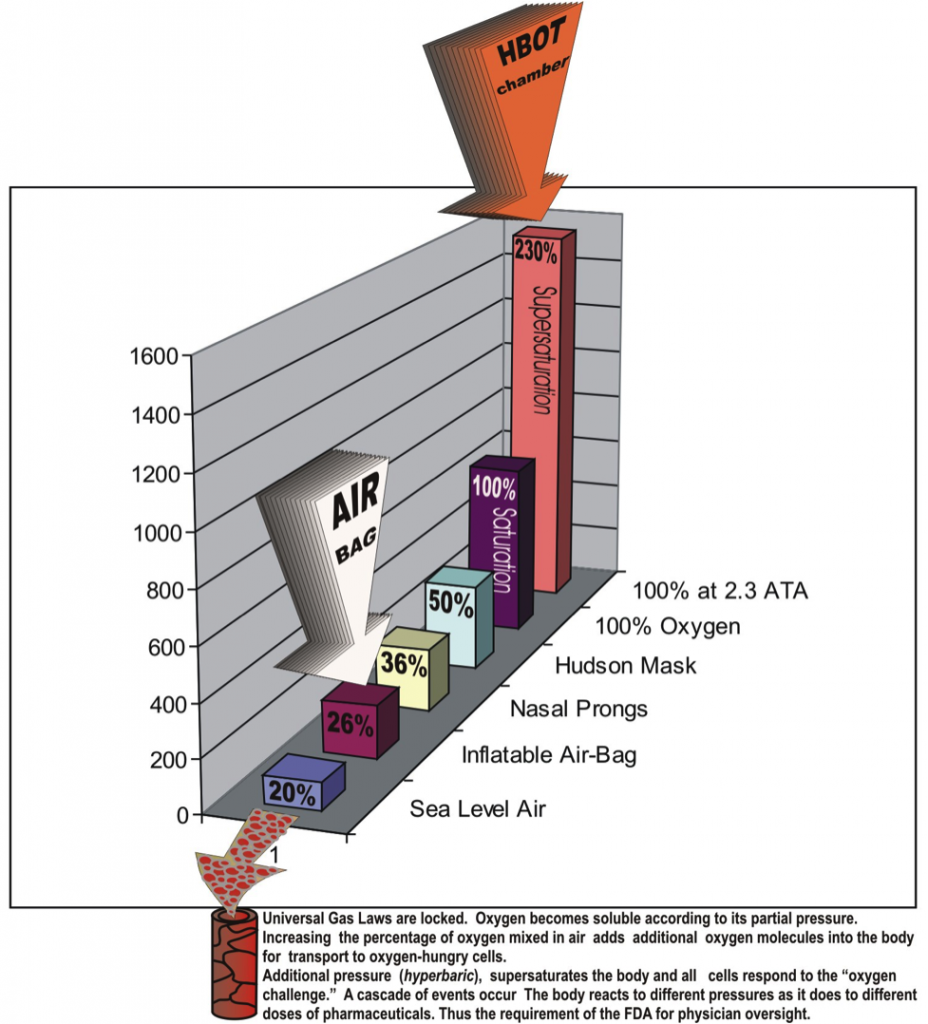
Los equipos de sacos inflables, mal llamados cámaras hiperbáricas, o definidos en inglés como Soft Chambers, alcanzan un nivel de saturación de O2 en el organismo de solo 26% contra un 230% de cámaras hiperbáricas rígidas a 2,3 ATA.